# Peppe Femling
Hans Wilhelm Peppe Femling (Valbo, 24 marzo 1992) è un ex biatleta svedese, campione olimpico nella staffetta 4x7,5 km a Pyeongchang 2018.

## Biografia
Ha esordito in Coppa del Mondo il 3 gennaio 2014 a Oberhof (89º in sprint) e ai Campionati mondiali a Kontiolahti 2015 (78º nella sprint, 62º nell'individuale, 18º nella staffetta e 16º nella staffetta mista). Ai successivi Mondiali di Oslo Holmenkollen 2016 è stato 37º nell'individuale e 7º nella staffetta, mentre ai XXIII Giochi olimpici invernali di Pyeongchang 2018, sua prima presenza olimpica, ha vinto la medaglia d'oro nella staffetta e si è classificato 32º nella sprint e 42º nell'inseguimento.
Il 16 dicembre 2018 ha conquistato in staffetta a Hochfilzen la prima vittoria, nonché primo podio, in Coppa del Mondo; ai seguenti mondiali casalinghi di Östersund 2019 si è piazzato 86º nella sprint e 67º nell'individuale. L'anno dopo ai mondiali di Anterselva 2020 è giunto 20º nella sprint, 16º nell'inseguimento, 17º nell'individuale, 22º nella partenza in linea e 10º nella staffetta. A Pokljuka 2021 ha ottenuto la prima medaglia iridata (argento nella staffetta) e si è posizionato 31º nella sprint, 37º nell'inseguimento, 15º nell'individuale, 27º nella partenza in linea. Ha pertecipato ai XXIV Giochi olimpici invernali di Pechino 2022 giungendo 64º nella sprint, 40º nell'inseguimento e 5º nella staffetta; ai Mondiali di Oberhof 2023 ha vinto la medaglia di bronzo nella staffetta e si è classificato 27º nella sprint, 25º nell'inseguimento, 30º nella partenza in linea e 79º nell'individuale e a quelli di Nové Město na Moravě 2024 si è piazzato 64º nell'individuale.
Si è ritirato dalla carriera agonistica al termine della stagione 2023-2024.

## Palmarès

### Olimpiadi
- 1 medaglia:
  - 1 oro (staffetta a Pyeongchang 2018)

### Mondiali
- 2 medaglie:
  - 1 argento (staffetta[2] a Pokljuka 2021)
  - 1 bronzo (staffetta a Oberhof 2023)

### Coppa del Mondo
- Miglior piazzamento in classifica generale: 39º nel 2021
- 6 podi (a squadre), oltre a quello ottenuto in sede iridata e valido anche ai fini della Coppa del Mondo:
  - 2 vittorie
  - 3 secondi posti
  - 1 terzo posto

#### Coppa del Mondo - vittorie
| Data             | Località   | Nazione | Specialità                                                            |
| ---------------- | ---------- | ------- | --------------------------------------------------------------------- |
| 16 dicembre 2018 | Hochfilzen | Austria | RL (con Martin Ponsiluoma, Torstein Stenersen e Sebastian Samuelsson) |
| 13 dicembre 2020 | Hochfilzen | Austria | RL (con Jesper Nelin, Martin Ponsiluoma e Sebastian Samuelsson)       |

Legenda:

RL = staffetta